# Radiowysokościomierz

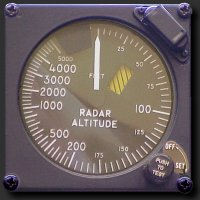
Wskaźnik wysokościomierza radiowego na pokładzie

Radiowysokościomierz, wysokościomierz radiowy, wysokościomierz radarowy – rodzaj lotniczego przyrządu pokładowego, który wskazuje rzeczywistą wysokość lotu nad powierzchnią Ziemi.
Radiowysokościomierz składa się z nadajnika, odbiornika, ich anten oraz układu przeliczeniowego.
Radiowysokościomierz mierzy czas powrotu do statku powietrznego sygnału odbitego od powierzchni Ziemi.